# سفاتوفو
سفاتوفو هي مدينة تقع في لوهانسك أوبلاست شرق أوكرانيا، يلبغ عدد سكان المدينة حوالي 16،420 نسمة.